# أدولف فيك
أدولف فيك (بالألمانية: Adolf Fick)‏ (و. 1829 – 1901 م) هو عالم وظائف الأعضاء، وأستاذ جامعي ألماني، ولد في كاسل، وكان عضوًا في الأكاديمية الملكية السويدية للعلوم، والأكاديمية البافارية للعلوم والعلوم الإنسانية، والأكاديمية البروسية للعلوم، توفي عن عمر يناهز 72 عاماً.

## التعليم
تعلم في جامعة ماربورغ.

## جوائز
حصل على جوائز منها:
- ميدالية كوثينيوس (1893).

## روابط خارجية
- أدولف فيك على موقع الموسوعة البريطانية (الإنجليزية)